# Rijkswaterstaat

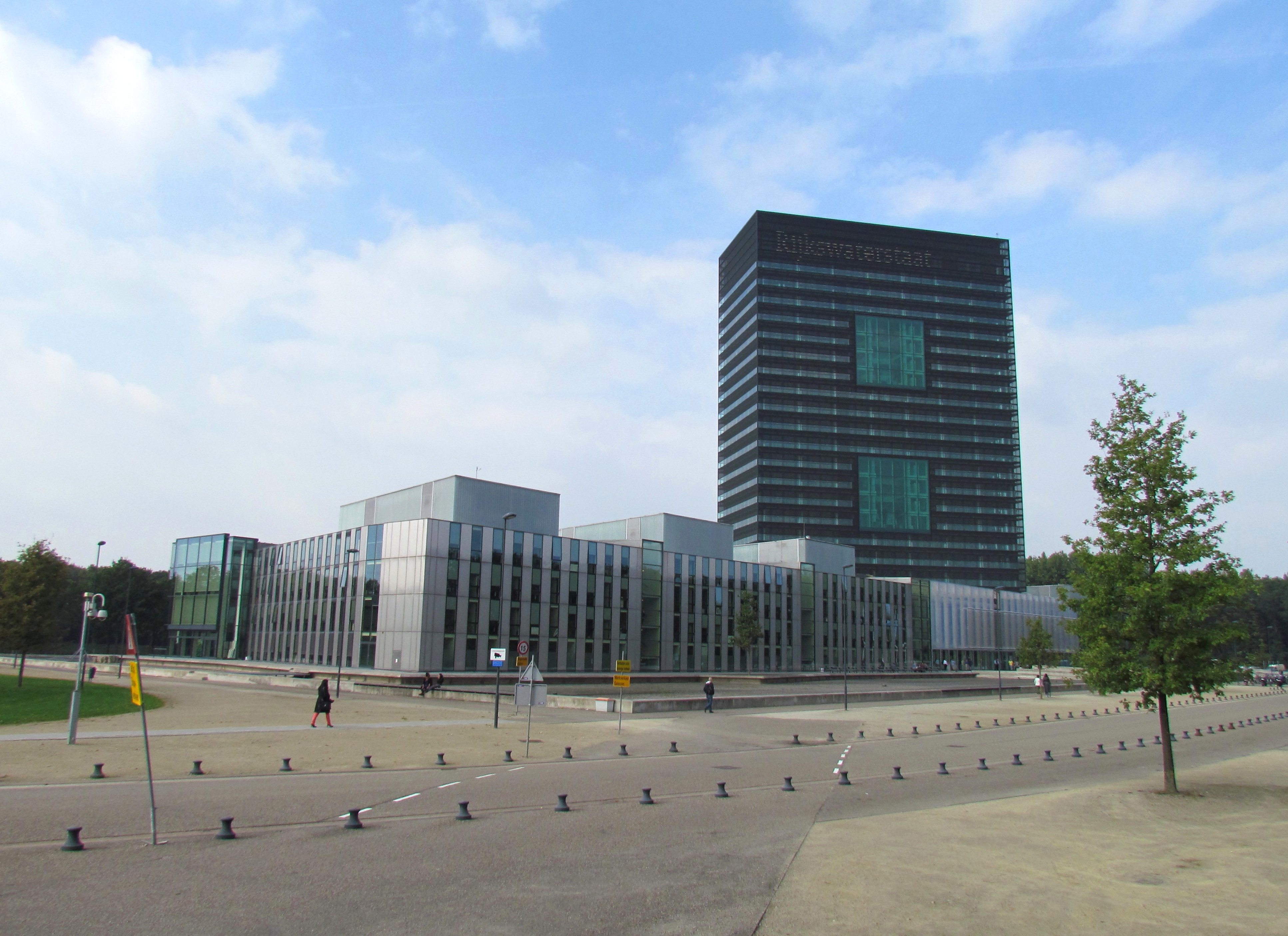
Bureau central de la Rijkswaterstaat à Utrecht.

La Rijkswaterstaat (traduisible en français par « Gestion des eaux d'État », également connue en tant que « Travaux publics d'État »), fondée en 1798 sous le nom de Bureau voor den Waterstaat (« Bureau pour la Gestion des eaux »), est l'agence du gouvernement des Pays-Bas chargée de la planification, de la conception et de l'entretien des infrastructures publiques majeures, notamment les autoroutes et installations fluviales. Elle fait partie du ministère des Infrastructures et de la Gestion des eaux. Elle compte dix bureaux régionaux, six départements spécialisés et deux services spéciaux. La Rijkswaterstaat compte en 2017 environ 9 200 employés.

## Histoire

### Création et actions à l'origine
Lors de sa création, elle avait pour but de planifier, construire, entretenir et protéger les cours d'eau et l'assainissement potable du pays. La gestion des inondations et leur prévention est aussi de sa responsabilité : elle effectue donc l'entretien de l'ensemble du littoral, en particulier les digues et dunes. Outre le ministre des Infrastructures et de la Gestion des eaux, elle est soumise aux décisions de l'Office des eaux des Pays-Bas.

### Époque récente

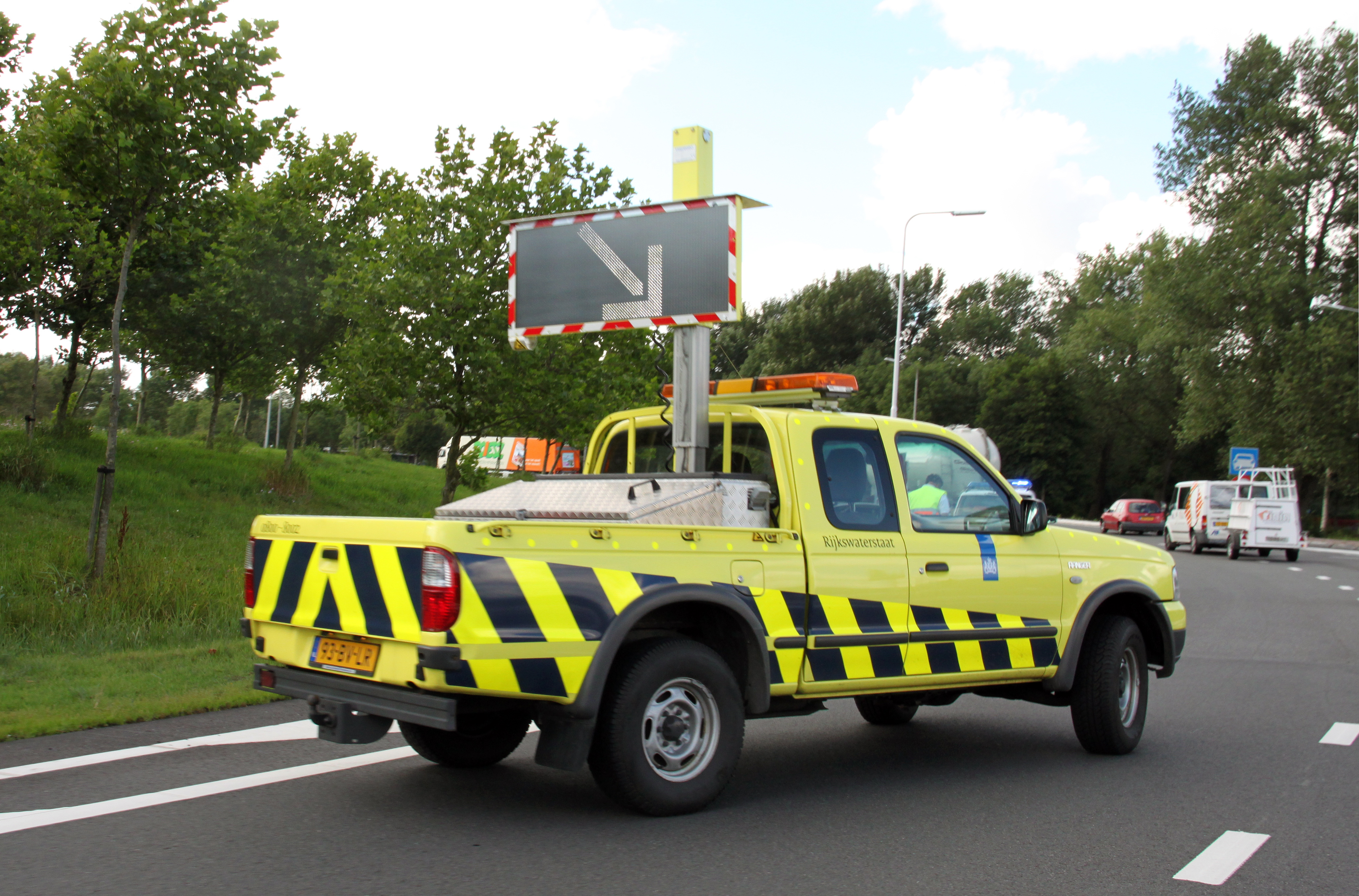
Véhicule de l'agence sécurisant une route après un accident.

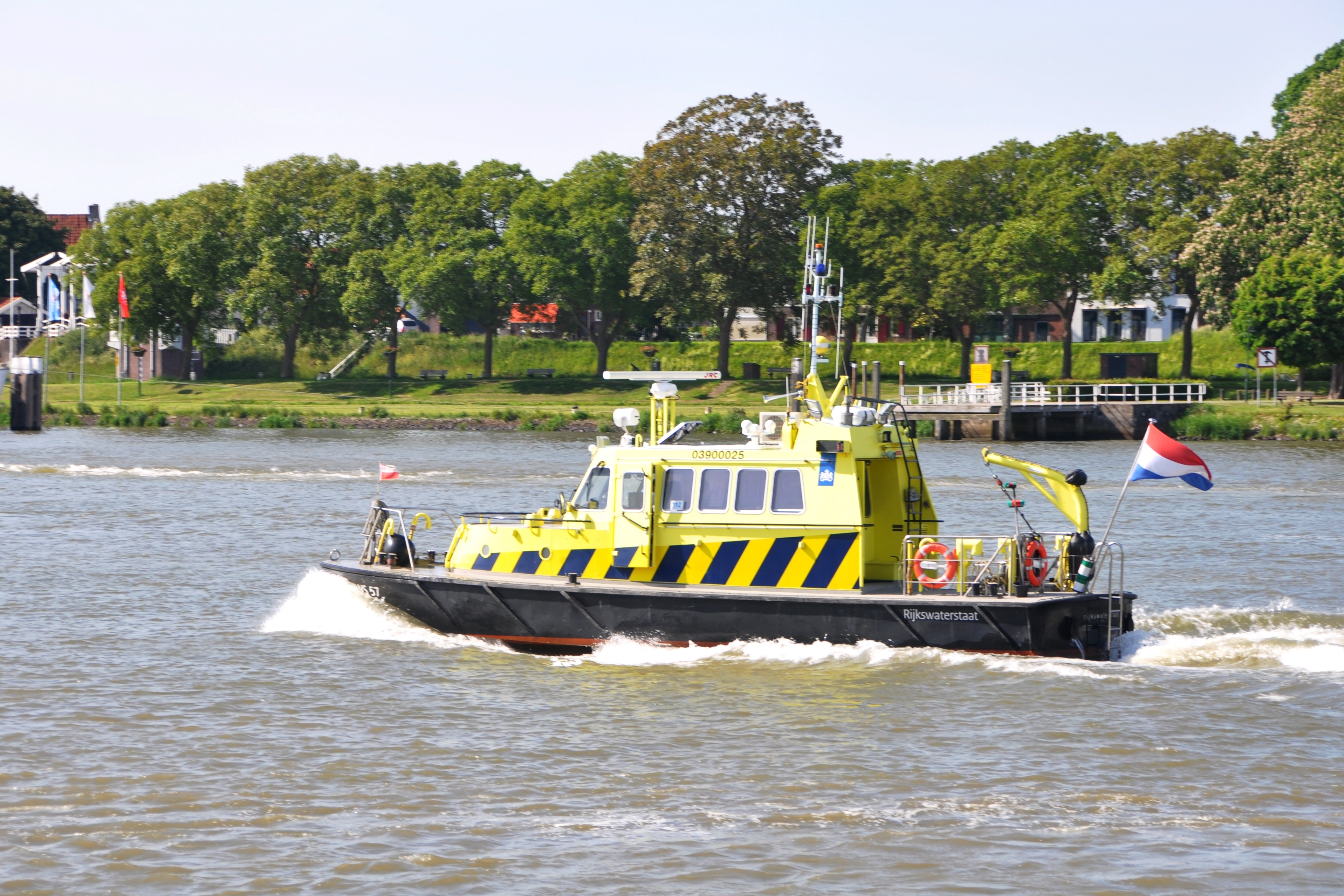
Bateau parcourant les voies fluviales afin de constater l'érosion des berges.

Le projet phare de l'agence est le plan Delta, l'une des Sept merveilles du monde moderne, développé et mis en place dans les années 1960 à la suite de l'inondation historique de 1953 et achevé en 1997, qu'elle entretient toujours. Durant le XXe siècle, elle récupère le contrôle des travaux de génie civil dans le pays non liés à l'eau, auparavant fragmenté entre plusieurs autorités locales. Elle partage son expertise avec les acteurs provinciaux à la construction de grands projets ferroviaires, tels que la ligne de la Betuwe et la HSL-Zuid.
La Rijkswaterstaat est responsable des routes et autoroutes du pays, secteur où elle emploie le plus d'agents, bien que dans certaines villes l'aménagement urbain soit supervisé par les autorités locales. Toutes les voies routières rapides sont publiques et sans péage. L'agence est chargée de leur construction et entretien, en amont des interventions et du salage en hiver.